# Baureihe 422
De Baureihe 422 is een vierdelig elektrisch treinstel met lagevloerdeel voor het regionaal personenvervoer van de Deutsche Bahn (DB).

## Geschiedenis
De Deutsche Bahn gaf in 2005 een opdracht voor de bouw van 78 treinstellen aan het consortium van Bombardier en Alstom. De aflevering van het eerste treinstel was in november 2008 en loopt tot oktober 2010. In 2009 werd een vervolgopdracht van 32 treinstellen geplaatst. Een vervolgorder van 40 treinen liep tot eind 2011, hiermee kwam het totaalaantal op 150 treinstellen.
Deze treinen zijn ontwikkeld uit de Baureihe 423. Zo werden er onder meer crash buffers geplaatst.

## Constructie en techniek
Het treinstel is opgebouwd uit een aluminium frame. Door de aanwezigheid van veel deuren en de lichte bouw kunnen in korte tijd veel passagiers worden vervoerd. Het front is uitgebreid met kreukelzone. Het treinstel is uitgerust met luchtvering. Er kunnen tot vier eenheden gekoppeld worden.

### Nummers
De treinen zijn door de Deutsche Bahn (DB) als volgt genummerd:
- 422 001 - 422 084
- 432 001 - 432 084
- 432 501 - 432 584
- 422 501 - 423 584

## Treindiensten
De treinen zijn in gebruik op een aantal trajecten van de S-Bahn Rhein-Ruhr:
- S1 Dortmund - Bochum - Essen - Mülheim - Duisburg - Düsseldorf
- S2 Dortmund Hbf - Herne - (Recklinghausen) - Gelsenkirchen - (Essen) - Oberhausen - Duisburg
- S3 Hattingen - Essen - Oberhausen (vanaf 2010)
- S4 Dortmund Lütgendortmund - Unna (vanaf 2010)
- S5/8 Dortmund - Hagen - Wuppertal - Düsseldorf - Neuss - Mönchengladbach (vanaf 2010)
- S6 Ratingen Ost - Düsseldorf - Langenfeld (incidenteel)
- S7 Solingen Hbf - Hilden - Düsseldorf Hbf - Düsseldorf Flughafen
- S9 Haltern - Bottrop - Essen - Wuppertal